# Lamanšský průliv
Lamanšský průliv (francouzsky La Manche, anglicky English Channel), v dřívější české literatuře průliv La Manche, často také  neformálně označovaný jako kanál La Manche, je průliv mezi Francií a Velkou Británií, který spojuje Keltské moře a Severní moře. Průliv je 32 až 180 kilometrů široký, 520 kilometrů dlouhý a má maximální hloubku 172 metrů.
Nejužší místo se nachází v Doverské úžině mezi městy Dover a Calais. Za jasného počasí tak je z mysu Gris-Nez na francouzské straně vidět křídové Bílé útesy doverské na pobřeží Anglie. Lamanšský průliv je nejrušnější lodní dopravní cestou na světě. 
Z hlediska geologického vznikl Lamanšský průliv velice nedávno, zhruba před 10 000 lety, teprve po skončení poslední doby ledové, kdy tající ledovce zvýšily hladinu moří. Do té doby byla Velká Británie spojena s evropskou pevninou.

## Překonávání průlivu

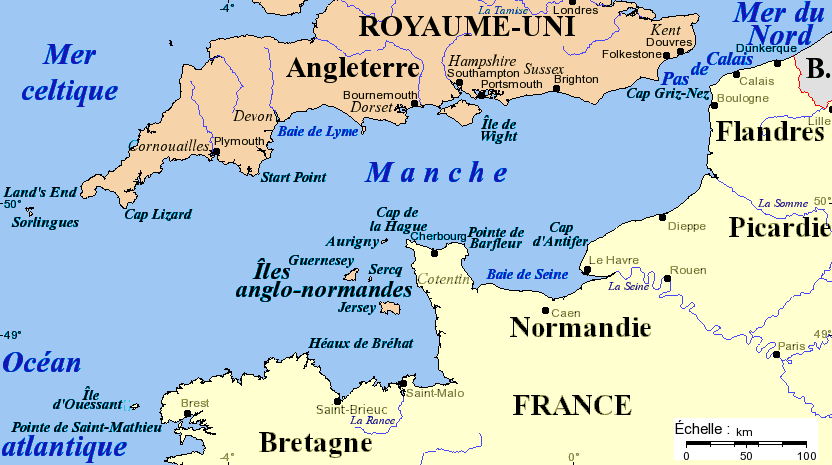
Mapa s francouzskou nomenklaturou

Vzdušnou cestou byl Lamanšský průliv poprvé překonán 7. ledna 1785, kdy Francouz Jean-Pierre Blanchard a Američan John Jeffries přeletěli v balonu mezi Doverem a Calais. S letadlem těžším vzduchu uspěl jako první Francouz Louis Blériot 25. července 1909 (směrem z Francie do Anglie).
Prvním plavcem přes kanál La Manche (vzdálenost 36 km) byl Angličan Matthew Webb v roce 1875. Překonání průlivu z Doveru do Calais mu trvalo 21 hodin a 45 minut. V roce 1926 se Američanka Gertrude Ederleová vydala opačným směrem a po 14 hodinách a 39 minutách vystoupila z vody jako první žena.
Nejrychleji přeplaval kanál německý plavec Andreas Waschburger australský plavec, v roce 2023 to zvládl za 6:45. Překonal tak čas 6:55 australského plavce Trenta Grimseye z roku 2012. Nejrychlejší ženou je česká Yvetta Hlaváčová, 7:25 v roce 2006. Nejčastěji překonala kanál Australanka Chloë McCardel (44×).
V historii vzniklo několik projektů spojení pro pozemní dopravní prostředky. Dlouhodobě tento účel plní trajekty, na konci 20. století byl ale vybudován podmořský Eurotunel, umožňující přímé vlakové spojení (včetně železniční přepravy automobilů).

## Boje
Lamanšský průliv byl v historii významnou strategickou přírodní překážkou, která ovlivnila boje mezi Anglií a evropskými zeměmi. Kanál sloužil například k obraně proti Napoleonovi i nacistickému Německu. Během 2. světové války byl zaminován, aby se ztížily operace německých ponorek.

## Sport
Lamanšský průliv je oblíbeným cílem vytrvalostních plavců, byť jejich výkony někdy kolidují s lodní dopravou.

### Čeští pokořitelé kanálu La Manche
Uvedeny platné pokusy.
| Poř. | Plavec | Datum             | Jméno                     | Věk | Směr | Čas      | Km   | Poznámka |
| ---- | ------ | ----------------- | ------------------------- | --- | ---- | -------- | ---- | --- |
| 1.   | 1.     | 13. července 1971 | František Venclovský      | 39  | F-A  | 15:26    | 33,6 | První československý plavec, české národnosti. Před dálkovým plaváním se věnoval boxu.                                                                                                  |
| 2.   | 2.     | 16. srpna 1974    | Jan Novák                 | 31  | A-F  | 13:27    |      | Druhý československý plavec, slovenské národnosti. Byl inspirován výkonem Františka Venclovského.                                                                                       |
| 3.   | (2)    | 30. srpna 1975    | František Venclovský      | 43  | F-A  | 13:42    | 33,6 | |
| 4.   | (2)    | 31. srpna 1975    | Jan Novák                 | 32  | A-F  | 12:45    |      | |
| 5.   | 3.     | 3. srpna 1988     | Ludmila (Lída) Jelínková  | 31  | A-F  | 10:28    |      | První československá plavkyně a zároveň první plavkyně ze státu bez moře. |
| 6.   | 4.     | 1. srpna 1998     | Ing. Libor Laštík         | 34  | A-F  | 15:55:21 |      | Báňský inženýr z Ostravy, vydal knihu Svítání nejen nad La Manche |
| 7.   | 5.     | 31. srpna 1998    | Ing. PhDr. Richard Blatný | 33  | A-F  | 23:38    | 62,1 | Plaveckým způsobem prsa |
| 8.   | 6.     | 14. srpna 2001    | Dana Zbořilová            | 26  | A-F  | 11:56    | 46   | Prostějov, tehdy za SK Výtahy Náchod |
| 9.   | 7.     | 3. srpna 2003     | Jan Příborský             | 21  | A-F  | 12:05    |      | Z týmu FIDES Brno |
| 10.  | 8.     | 7. srpna 2004     | David Čech                | 18  | A-F  | 9:45     |      | Do té doby nejmladší Čech |
| 11.  | 9.     | 29. července 2005 | Richard Haan              | 56  | A-F  | 14:07    |      | Barytonista, operní pěvec, tehdy za FIDES Brno, na 4. pokus; nejstarší český plavec |
| 12.  | 10.    | 31. července 2005 | Stanislav Bartůšek        | 44  | A-F  | 10:07    |      | Sportovní redaktor, desátý Čech v pořadí a tehdy druhý nejlepší český čas |
| 13.  | 11.    | 1. srpna 2005     | Yvetta Hlaváčová          | 30  | A-F  | 8:42     |      | Do té doby český rekord |
| 14.  | 12.    | 5. srpna 2006     | Petr Mihola               | 44  | A-F  | 16:14    |      | FIDES Brno, na třetí pokus |
| 15.  | (2)    | 5. srpna 2006     | Yvetta Hlaváčová          | 31  | A-F  | 7:25:15  |      | Znovu rekord a dosud nejrychlejší ženský čas všech dob |
| 16.  | (2)    | 7. srpna 2006     | David Čech                | 20  | A-F  | 9:03     | 40   | Student VUT |
| 17.  | (3)    | 7. srpna 2006     | David Čech                | 20  | F-A  | 10:51    | 40   | První český plavec, který překonal kanál La Manche oběma směry za 19:54 |
| 18.  | 13.    | 10. srpna 2007    | Filip Pytel               | 18  | A-F  | 11:03    |      | Českobudějovický student byl v roce 2006 na lodi doprovázející Davida Čecha, na oplátku byl Čech na lodi nyní                                                                           |
| 19.  | (3)    | 10. srpna 2007    | Yvetta Hlaváčová          | 32  | A-F  | 7:53     |      | |
| 20.  | 14.    | 14. srpna 2009    | Rostislav Vítek           | 33  | A-F  | 7:16     |      | V národním rekordu (4. nej. světový výkon), do čtvrté hodiny útočí na nejlepší světový čas 6:57 Bulhara Petara Stojčeva. Člen FIDES Brno                                                |
| 21.  | 15.    | 9. září 2010      | Lenka Štěrbová            | 16  |      | 9:22     |      | V nepříznivých podmínkách (silný vítr, proudy a vlny, začínající bouře v závěru), z českých přemožitelů nejmladší a čtvrtá nejrychlejší, plave za Sport Club Plavecký Areál Pardubice   |
| 22.  | 16.    | 11. července 2011 | Abhejali Bernardová       | 34  | A-F  | 14:37    |      | Sri Chinmoy Marathon Team Zlín |
| 23.  | 17.    | 7. srpna 2011     | Luděk Coufal              | 41  | A-F  | 15:57    |      | Z oddílu TJ Haná Prostějov |
| 24.  | 18.    | 14. srpna 2013    | Aneta Lokajová            | 19  | A-F  | 10:27    |      | Z oddílu Univerzita Brno, nejmladší přemožitel v roce 2013 |
| 25.  | 19.    | 23. července 2015 | Radek Táborský            | 44  | A-F  | 10:32    |      | Rodák z Pardubic, soutěžící v současnosti za oddíl Bohemians Praha |
| 26.  | 20.    | 1. srpna 2015     | Aleš Rucký                | 44  | A-F  | 12:12    |      | Pardubický plavec (oddíl SCPAP) |
| 27.  | 21.    | 17. srpna 2015    | Zdenka Krčálová           | 31  | A-F  | 10:49    |      | Soutěžila za oddíl Bohemians Praha, žije v zahraničí |
| 28.  | 22.    | 6. července 2016  | Nikola Hájková            | 28  | A-F  | 16:03    | 67   | Plave za oddíl Bohemians Praha, je vojenská policistka, nepříznivé podmínky (velké vlny, mořská nemoc po jedné hodině plavání až do konce, velká oklika), rodiče o její plavbě nevěděli |
| 29.  | 23.    | 7. července 2018  | Michael Mrůzek            | 50  | A-F  | 9:26     |      | Světový rekord v kategorii nad 50 let |
| 30.  | 24.    | 2. srpna 2018     | Zuzana Procházková        | 26  | A-F  | 10:51    |      | |
| 31.  | 25.    | 26. července 2019 | Michal Slanina            | 29  | A-F  | 12:15    | 45,5 | Plavec z Jičína, bývalý judista, plavání se věnuje od roku 2015 |
| 32.  | 26.    | 25. srpna 2019    | Markéta Pechová           | 40  | A-F  | 12:31    | 38,5 | První handicapovaná žena na světě |
| 33.  | 27.    | 12. července 2020 | Jana Procházková          | 21  | A-F  | 14:14    |      | |
| 34.  | 28.    | 11. srpna 2020    | Jakub Valníček            | 50  | A-F  | 14:14    |      | |
| 35.  | 29.    | 25. září 2021     | Michal Štengl             | 43  | A-F  | 12:34    |      | Amatér a otužilec ze Stráže pod Ralskem |
| 36.  | 30.    | 13. října 2021    | Kristýna Dyková           | 34  | A-F  | 11:06    |      | [ 16 ] [ 17 ] |
| 37.  | 31.    | 13. srpna 2024    | Andrea Klementová         |     | A→F  | 13:58    |      | [ 18 ] |
| Poř. | Plavec | Datum             | Jméno                     | Věk | Směr | Čas      | Km   | Poznámka |